# Ludwig Zatzka

Ludwig Zatzka

Ludwig Zatzka (* 25. August 1857 in Wien; † 14. September 1925 in Spital am Semmering, Steiermark) war ein österreichischer Architekt, Stadtbaumeister und Kommunalpolitiker im Kabinett Karl Luegers. Sein jüngerer Bruder war der Maler Hans Zatzka, er ist der Urgroßvater der Wiener Schauspielerin Hilde Sochor und der Ururgroßvater des Schauspielers und Regisseurs Paulus Manker.

## Leben

### Ausbildung
Zatzka besuchte die Unterrealschule und die Baugewerbeschule und studierte als Gaststudent an der Akademie der bildenden Künste Wien bei Friedrich von Schmidt, anschließend machte er eine Praxis im Büro des Vaters, des Baumeisters Bartholomäus Zatzka (Fa. Bartholomäus Zatzka u. Söhne).

### Bautätigkeit
Von 1882 bis 1892 war Zatzka als freiberuflicher Architekt und Baumeister in Wien tätig, wo er zahlreiche Bauvorhaben im Stil des Spät-Historismus realisierte, etwa in Breitensee, Hietzing und Neubau:

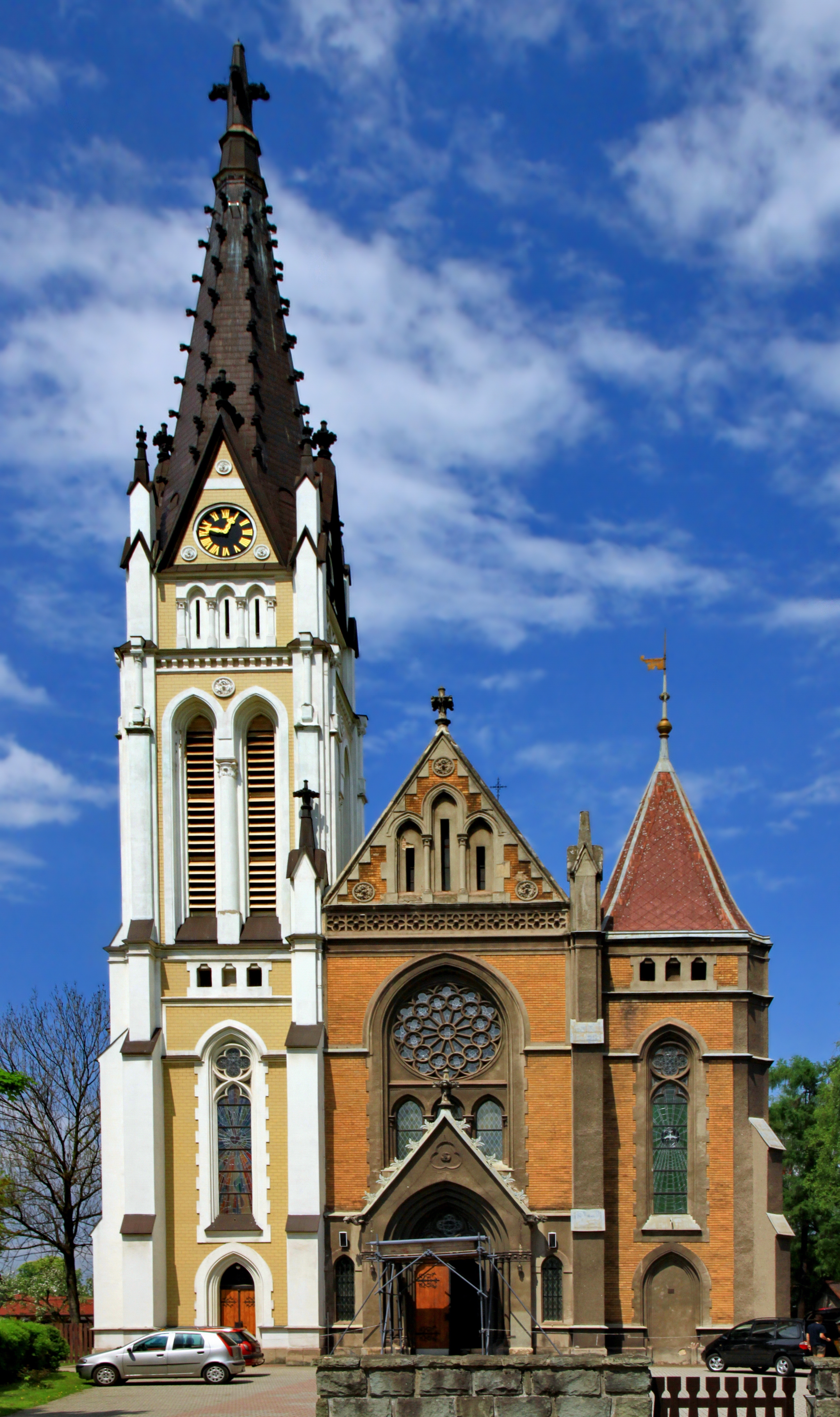
Kirche in Teschen

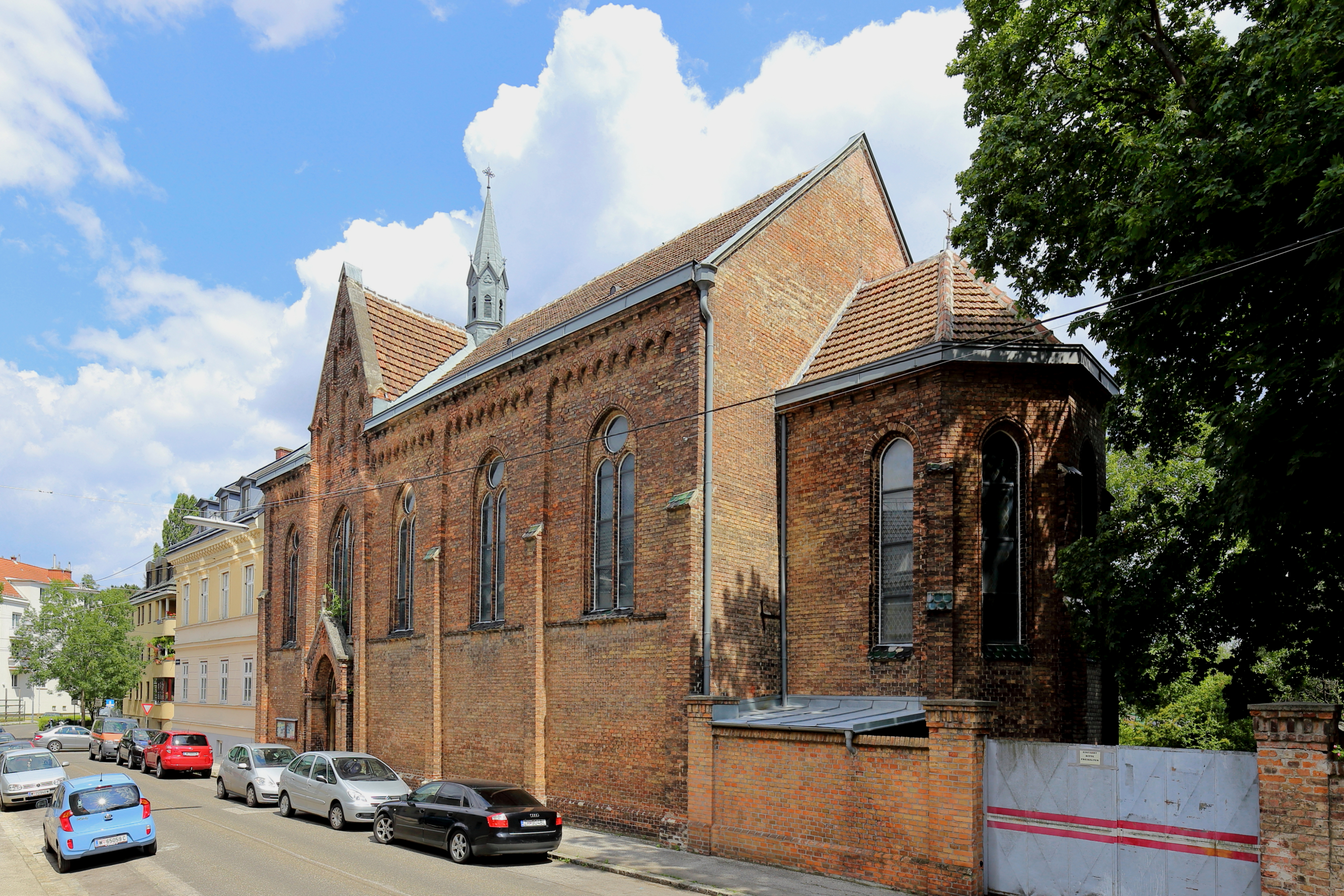
Klosterkirche des Marianneum; nach Ideen von Friedrich Schmidt (1886–1888)

- Neugotische Kirche „St. Laurentius“ (Pfarrkirche Breitensee), errichtet 1895 bis 1898. Backsteinbau mit einer Einturmfassade und einem imposanten Chorabschluss. Das Altarbild und die Gemälde über den Seitenaltären, darstellend die Versuchung Jesu und die Aufnahme des hl. Laurentius in den Himmel, stammen von Hans Zatzka. Ludwig Zatzka selbst hat sich in einer Porträtbüste an der Orgelempore selbst verewigt.
- Volksschule Josefinum und Kinderschutzstation in der Breitenseer Straße 31 (1903)
- Gründerzeit-Häuser in der Breitenseer Straße No. 6 und No. 8 (mit Deckengemälde seines Bruders) sowie Poschgasse 3 (ehemals Bartholomäusgasse, benannt nach Zatzkas Vater) und angrenzendes Haus in der Kuefsteingasse. Als Ganzes bildeten die Häuser ein Ensemble und beinhalten auch eine kleine Kapelle.
- Hietzing Am Platz 4 (mit Deckenfresko von Hans Zatzka) und angrenzendes Haus Maxingstraße 2
- Wohnhäuser in Wien: 1, Bartensteingasse 8;[2] 1, Rathausstraße 2;[2] 6, Linke Wienzeile 12–14 (in einem Teil des Erdgeschoßes ehemals Lokal „Gräfin vom Naschmarkt“, Wohnungsbrand am 20. Juni 2024[3]); 6, Mariahilfer Straße 107 („Haydn-Hof“); 6, Magdalenenstraße 14 (eigenes Wohnhaus, 1888);[4] 7, Kirchengasse 24; 7, Breitegasse 28; 7, Lerchenfelder Straße 94–98; 8, Josefstädter Straße 67; 13, Altgasse 2; 12, Kaulbachstraße 31; 18, Gentzgasse 11–13
- Sakralbauten (oft in Zusammenarbeit mit Eduard Zotter): Klosterkirche Marianneum, Wien 12, Hetzendorfer Straße 11; Stiftungsgebäude und Kapelle, Mayerling; St. Antonskirche mit angeschlossenem Kloster und Asylheim, Wien 15, Pouthongasse 16; Erweiterung Pfarrkirche Spital am Semmering; Kapelle „Zur unbefleckten Mariä“ (Maria an der Steinwand), Spital am Semmering; Kollegiumgebäude der Jesuiten, Kalksburg; Friedhofskirche zum heiligen Karl Borromäus auf dem Wiener Zentralfriedhof (Entwurf: Max Hegele, Anträge Zatzka; Hochaltarbilder von Hans Zatzka); Kirche in Teschen, Mähren / Tesin (Tschechien); Kirche in Sütor (Ungarn).
- Schulen, Kindergärten und Konvikte.

Ludwig Zatzka zog sich Anfang des 20. Jahrhunderts aus dem Berufsleben zurück, realisierte aber noch vereinzelt bis in den Ersten Weltkrieg hinein einige Projekte. Zatzka lebte im Alter in Spital am Semmering (Steiermark), wo er sich die Villa Zatzka in der Oberen Bahnstraße errichtete und im Ort auch weitere Bauten schuf. Dort verstarb er im 68. Lebensjahr.

### Politische Tätigkeit
Zatzka war von 1885 bis 1891 auch Gemeinderat für die christlich-soziale Partei in der damals noch nicht zu Wien gehörenden Gemeinde Breitensee und von 1898 bis 1918 als Stadtrat enger Mitarbeiter von Bürgermeister Karl Lueger, dessen Duzfreund er war. Er hatte großen Einfluss auf die kommunalen Bauvorhaben dieser Zeit, wie die II. Wiener Hochquellenwasserleitung, das Lainzer Versorgungsheim und die Wiener Gas- und E-Werke.
Im Februar 1904 erhob der radikale Abgeordnete Josef Gregorig Vorwürfe gegen Zatzka, dass dieser die Zuteilung öffentlicher Aufträge beeinflusst und Grundstücksgeschäfte unterstützt hätte, von denen er selbst profitiert hatte sowie dass er seinen Schwiegersohn Franz Hütter protegiert und den Finanzen der Stadt Schaden zugefügt hätte:

„Ich könnte Ihnen noch derartige Fälle erzählen, welche beweisen, daß Herr Zatzka als Stadtrat und Gemeinderat einerseits, als Baumeister andererseits manchmal in Konflikt mit seinen Interessen und den Interessen der Gemeinde geraten mußte, er hatte dies auch selbst eingesehen und, nachdem er in den wenigen letzten Jahren aus einem minder bemittelten ein sehr reicher Mann worden ist, übergab er am 1. Januar d. J. sein Geschät seinen bisherigen Geschäftsführern Hasenbichler und Wolf.“

Daraufhin wurde Magistratsdirektor Richard Weiskirchner von Vizebürgermeister Josef Strobach beauftragt, „alle diese Anschuldigungen aktenmäßig auf das eingehendste zu untersuchen […] und über das Gesamtergebnis der amtlichen Untersuchungen einen umfassenden Bericht an den Gemeinderat zu erstatten.“ Dieser kam zum Ergebnis, Gregorigs Vorwürfe seien „vollkommen unbegründet.“ Dennoch ersuchte Bürgermeister Lueger „die Herren Vizebürgermeister Doktor Neumayer, Gemeinderat Dr. Nechansky, Gemeinderat Purscht, Gemeinderat Hörmann, Gemeinderat Hierhammer, Gemeinderat Josef Grünbeck und Gemeinderat Müller […] sich der Mühe zu unterziehen, diesen Bericht aktenmäßig zu überprüfen, beziehungsweise Ergänzungen vorzunehmen, eventuell die Herren Gregorig und Zatzka einzuvernehmen, um auf diese Weise den Sachverhalt vollständig klarzulegen“. Diese zweite Überprüfung kam zum einstimmigen Urteil, dass „die Gemeinde Wien durch St.-R. Zatzka in keiner Weise geschädigt wurde“. Allerdings gaben die beiden Kommissionsmitglieder Nechansky und Purscht zu Protokoll, Zatzkas Vorgehen könne in zwei Fällen (Ankauf der Friedhofgruftplätze in Hietzing und Transaktion mit der städtischen Lebensversicherungsanstalt bezüglich des Hauses Josefstädterstraße Nr. 87) „ihre persönliche Billigung nicht finden“. Die heutige Lesart der Ereignisse ist, die Kommission habe nichts Illegales im Tun Zatzkas gefunden, er sei jedoch Interessenskonflikten sehr nahegekommen.
Auch danach wurde Zatzkas persönliche Integrität weiter in Zweifel gezogen. Als er 1904 bei der Gemeinderatswahl im 13. Bezirk antrat, verteilte Gregorig einen Flugzettel mit dem Titel „Stadtrat und Gemeinderat Ludwig Zatzka im Flügelkleide der Unschuld“, in dem er neue Beschuldigungen erhob und seine Eignung für öffentliche Ämter infrage stellte.

### Kunstsammlung
Neben seiner Tätigkeit als Baumeister und Politiker war Zatzka auch ein bedeutender Kunstsammler mittelalterlicher Bronzen (etwa von Niccolò Roccatagliata) und Elfenbeinarbeiten. Als er in den Notzeiten nach dem Ersten Weltkrieg einen Großteil seiner Sammlung verkaufen wollte, wurde er einerseits das Opfer von Betrügern, andererseits der Weltwirtschaftskrise.

## Tod
Zatzka starb am 14. September 1925 in Spital am Semmering.

„Gestern nacht ist in Spital a. S. der frühere Stadtrat Ludwig Zatzka gestorben. Sein Name ist mit der großartigen Entwicklung, die Wien unter dem Bürgermeister Dr. Lueger genommen hat, innig verknüpft. Infolge der reichen Erfahrungen, die er auf dem Gebiet des Bauwesens besaß, wurde er in fast alle gemeinderällichen Ausschüsse entsendet, die mit der Bautätigkeit der Gemeinde Wien in Zusammenhang standen. Er war auch Mitglied des niederösterreichischen Landeseisenbahnamtes und Kurator des städtischen Museums. Für seine öffentliche Wirksamkeit hat er zahlreiche Auszeichnungen erhalten, so die doppelt große Salvatormedaille, den Franz-Josef-Orden und den Eisernen Kronenorden. Ludwig Zatzka erwarb sich auch einen geachteten Namen als Kunstfreund und nannte wertvolle Sammlungen sein eigen.“

Ludwig Zatzkas Beisetzung in Hietzing erfolgte unter großer Anteilnahme von Politik und Öffentlichkeit:

„Die Trauergäste hatten sich in solchen Massen eingefunden, daß der breite Raum der Breitenseerstraße zu ihrer Aufstellung nicht ausreichte und die Sammlung zum Teil in den Nebengassen erfolgen mußte. Durch eine Stunde mußte der Verkehr auf der Linie 10 der Straßenbahnen eingestellt werden.“

## Auszeichnungen
Aufgrund seiner Verdienste wurde eine Parkanlage (Hütteldorfer Straße/Kendlerstraße) in Wien nach Zatzka benannt. Seine Bedeutung als Kommunalpolitiker wird anhand von Auszeichnungen und Orden deutlich: Ritter des Franz-Joseph-Ordens, Komturkreuz des päpstlichen Silvesterordens, Jubiläumsmedaille 1898, Ehrenbürger der Gemeinde Spital am Semmering in der Steiermark, Orden der Eisernen Krone III. Klasse (jedoch ohne eine Erhebung in den Adelstand) und das Ritterkreuz des Gregoriusordens.

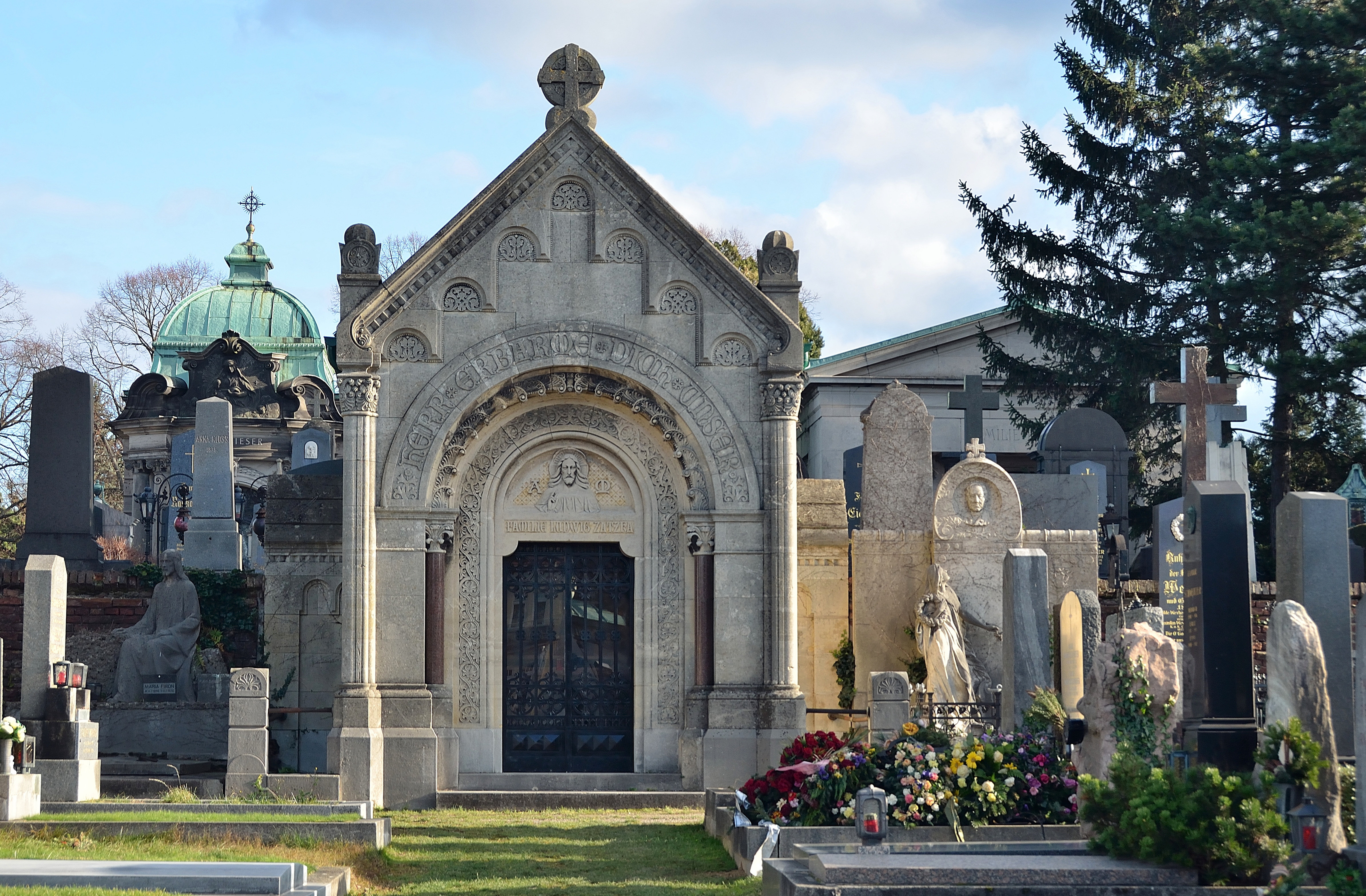
Mausoleum der Familie Ludwig Zatzka am Hietzinger Friedhof

Zatzka erhielt ein Begräbnis durch die Christlichsoziale Partei, an dem viele bedeutende Politiker, wie u. a. Leopold Kunschak, teilnahmen. Das von Zatzka erbaute Mausoleum der Familie Zatzka befindet sich am Hietzinger Friedhof.